# Jesse Capelli
Jesse Capelli (Vancouver, 21 maggio 1979) è un'ex attrice pornografica canadese.

## Biografia e carriera
Nata e cresciuta a Vancouver, è stata Penthouse Pet of the Month del numero di aprile 2004. La Capelli ha posato pure per altre riviste pornografiche.
Oltre ad apparire in scene con altre ragazze su ClubJenna, ha interpretato altri film pornografici, compresi alcuni titoli del genere fetish come Jesse Loves Pain (2007).
Oltre al lavoro nella pornografia, la Capelli ha un ruolo ricorrente nella serie televisiva Battle Dome ed è apparsa in film come Van Wilder e Non è un'altra stupida commedia americana.

## Riconoscimenti
- 2007 AVN Award nominee – Best All-Girl Sex Scene, Video – Deep in Style
- 2007 AVN Award nominee – Best All-Girl Sex Scene, Film – Jenna's Provocateur[5]

## Filmografia
- PPV-568: Jesse Capelli Pantyhose (2000)
- PPV-574: Jesse Capelli Panty Extravaganza (2000)
- PPV-575: Jesse Capelli Stocking Tease (2000)
- PPV-588: Pantyhose Pleasures (2000)
- Private Performance 132: Teasers And Pleasers 3 (2000)
- Beautiful Barefoot Girls 1 (2001)
- Girl World 3 (2001)
- Hot Body Competition: Hotties of the Year (2001)
- PPV-601: Jesse Capelli Pantyhose 2 (2001)
- PPV-614: 3 Girl Panty Video (2001)
- PPV-632: 3 Girl Bodystocking (2001)
- Sneaky Preview 58 (2001)
- Sublime Stockings (2001)
- Ultimate Thong-A-Thon (2001)
- Bob's Video 173: Full Fashioned Goddess (2002)
- Foot Bottom Festival (2002)
- PPV-651: Pantyhose Delight 4 (2002)
- Dominated MIB's (2003)
- Foot Power 2 (2003)
- Foot Worship Christmas (2003)
- House of Legs 23: Gonzo for Girdles (2003)
- Sex Symbol (2003)
- Topless Entanglements (2003)
- Filthy Rich Girls 1 (2004)
- Hotel Decadence (2004)
- Jack's Playground 10 (2004)
- Jenna's Dream Dates (2004)
- Sophisticated Sluts (2004)
- Aria's House of Ecstasy (2005)
- Bound And Gagged Outdoors (2005)
- Devon: Decadence (2005)
- Hustler Centerfolds 4 (2005)
- Lingerie Lust (2005)
- Natural Sex Appeal 1 (2005)
- Pandora's Box (2005)
- Pussy Foot'n 12 (2005)
- Pussyman's Decadent Divas 26 (2005)
- Tickled All Over (2005)
- Topsy Turvy (2005)
- Welcome to the Valley 6 (2005)
- Altered Minds (2006)
- Bound and Gagged for Greed (2006)
- Deep in Style (2006)
- Jenna's Provocateur (2006)
- Jesse Factor (2006)
- Just Jesse (2006)
- Peach Obsession: Breanne (2006)
- PPV-1854: Best of Panty Crotch Jerk Off Encouragement Views (2006)
- Brea's Prowl (2007)
- Chatte Magnifique (2007)
- Erotic Aftershock (2007)
- Jesse Loves Pain (2007)
- Jockin' Jesse (2007)
- Bedtime Secrets (2008)
- Family Jewels (2008)
- Girls in Training 2 (2008)
- Premium Label 2 (2008)
- Ashlynn Brooke's Lesbian Fantasies 1 (2009)
- Casey Parker's Girl Crazy (2009)
- Girls Of Peach 10 (2009)
- Lesbian Teen Hunter 3 (2009)
- Naughty America: 4 Her 6 (2009)
- White Trash (2009)
- Just You And Me (2010)
- Malice in Lalaland (2010)
- Power Munch 3 (2010)
- Self Service 2 (2010)
- Girl Games 2 (2011)
- Mom Likes Pussy (2014)